# توماس مارشال (عسكري)
توماس مارشال (بالإنجليزية: Thomas Marshall)‏ هو عسكري أمريكي، ولد في 13 أبريل 1793 في مقاطعة ماسون في الولايات المتحدة، وتوفي في 28 مارس 1853 في مقاطعة لويس في الولايات المتحدة.